# Толстой, Илья Львович
Граф Илья Львович Толстой (22 мая 1866, Ясная Поляна — 11 декабря 1933, Нью-Хейвен) — русский писатель, журналист и педагог. Сын Льва Толстого.

## Биография
Родился 22 мая 1866 года. Несмотря на свою одаренность, Илья не окончил гимназию и поступил на военную службу в Сумской драгунский полк.
В 1888 году он женился на Софье Николаевне Философовой. Работал поочередно то чиновником, то служащим банка, то агентом русской компании социального страхования, то агентом по ликвидации частных имений.
В начале XX века Илья Львович поселился с женой и детьми в Калуге, купив дом в центре города. Софья Николаевна, чтобы хоть как-то поправить финансовое положение семьи, в 1909 году пошла работать в частную женскую гимназию Саловой, где вела хор у девочек III—V классов.
Во время Первой мировой войны работал в Красном кресте. Пытался стать журналистом, в 1915 году основал газету «Новая Россия».
В 1916 году Илья Львович покинул Россию и уехал в США. В Америке женился на теософке Надежде Климентьевне Катульской. На жизнь зарабатывал чтением лекций о творчестве и мировоззрении Толстого, принимал участие в экранизациях романов «Анна Каренина» и «Воскресение», которые были неудачными. В 1923 году купил землю на окраине города Саутбери, штат Коннектикут, где затем был основан посёлок для русских писателей, артистов и учёных, известный как Чураевка.
Умер 11 декабря 1933 года в Нью-Хейвене (Коннектикут).

## Творчество
В литературном наследии Ильи Толстого центральное место занимают мемуары, озаглавленные «Мои воспоминания». После эмиграции в США он перевел их на английский язык, существенно при этом переработав. «По мнению отца, из всех детей Илья был литературно наиболее одаренным. Кроме мемуаров, его самой главной и самой талантливой книги, он автор многочисленных статей и рассказов, один из которых — „Одним подлецом меньше“ — Толстой находил превосходным», — отмечает внук Льва Толстого С. М. Толстой в книге «Дети Толстого».

## Семья
Первым браком женат (с 28 февраля 1888 года) на Софье Николаевне Философовой (1867—1934). Их дети:
- Анна (24 декабря 1888 — 3 апреля 1954).
- Михаил (10 октября 1893 — 28 марта 1919).
- Андрей (1 апреля 1895 — 3 апреля 1920).
- Илья (16 декабря 1897 — 7 апреля 1970), отец Никиты Толстого, дед Фёклы Толстой
- Владимир (18 апреля [30 апреля] 1899[5] — 24 ноября 1967), отец Ильи Толстого, дед Петра Толстого
- Вера (19 июня 1903 — 5 ноября 1999).
- Кирилл (18 января 1907 — 1 февраля 1915).

Вторым браком женат (с 1920 года) на Надежде Климентьевне Катульской (по первому мужу Паршина).